# Silmarils
Silmarils är en fransk datorspelsutvecklare som ligger bakom många uppskattade äventyrs- och datorrollspel. Företaget skapades 1987 av Louis-Marie och Andre Rocques. De producerade spel till PC, Amiga och Atari ST.

## Utvecklade spel
- (1988) - Manhattan Dealers (Operation: Clean Streets)
- (1989) - Le Fetiche Maya
- (1989) - Targhan
- (1989) - Windsurf Willy
- (1990) - Colorado
- (1990) - Crystals of Arborea
- (1990) - StarBlade
- (1991) - Boston Bomb Club
- (1991) - Metal Mutant
- (1992) - Ishar 1
- (1992) - Bunny Bricks
- (1992) - Storm Master
- (1992) - Transarctica (Arctic Baron)
- (1993) - Ishar 2
- (1994) - Ishar 3
- (1994) - Robinson's Requiem
- (1996) - Deus
- (1998) - Asghan: The Dragon Slayer
- (1998) - Time Warriors
- (2001) - Arabian Nights